# Golf van Taganrog
De Golf van Taganrog (Russisch: Таганрогский залив, Oekraïens: Таганрозька затока) is het noordoostelijke deel van de Zee van Azov dat in verbinding staat met de Zwarte Zee. De golf wordt ook weleens beschouwd als estuarium van de rivier de Don. De Golf van Taganrog ligt voor driekwart op Russisch grondgebied, en een kwart, aan de westelijke kant, op Oekraïens grondgebied. Sinds de val van het communisme in 1991, en daarmee de Sovjet-Unie, is de precieze grens tussen de voormalige republieken Rusland en Oekraïne nooit officieel vastgelegd.

## Geografie
De Golf van Taganrog is een zeer ondiep deel van de Zee van Azov en is geografisch gezien feitelijk het estuarium van de rivier de Don. Andere rivieren die de golf voeden zijn de Kalmioes, de Jeja en de Mioes. De uiteindelijke monding van dit estuarium, die honderdveertig kilometer lang is, wordt begrensd door de schoorwal bij het dorpje Dolgaja. Bij de monding in de Zee van Azov is de golf op zijn breedst: zo'n 31 kilometer. Door het lage zoutgehalte van het water kan de golf in de winter van de maanden december tot en met maart dichtvriezen.

### Plaatsen
Belangrijke steden aan het water zijn in de wijzers van de klok mee: Taganrog (257.681, 2010), Jejsk (97.176, 2011), Azov (83.139, 2008) aan Russische zijde en Marioepol (461.810, 2014) aan Oekraïense zijde. Al de steden hebben zeehavens. In de stad en in de omgeving van Marioepol vonden er in het conflict tussen de Russische rebellen en de Oekraïense regering tot drie keer toe militaire confrontaties plaats, vanwege o.a. de belangrijke zeehaven aldaar.